# Cirrochroa baluna
Cirrochroa baluna är en fjärilsart som beskrevs av Hans Fruhstorfer 1904. Cirrochroa baluna ingår i släktet Cirrochroa och familjen praktfjärilar. Inga underarter finns listade i Catalogue of Life.